# Houghia setipennis
Houghia setipennis là một loài ruồi trong họ Tachinidae.